# NewSpace
De term NewSpace heeft verschillende dingen betekend voor verschillende mensen vanaf het begin van dit millennium, toen de term voor het eerst ontstond.
Satsearch voerde in 2018-19 onderzoek uit om beter te begrijpen hoe de term NewSpace in de ruimtevaartindustrie en in wereldwijde media wordt gebruikt. Zij zijn van mening dat de algemene consensus is dat "NewSpace een benadering is die gericht is op het verminderen van de barrières voor toegang tot de ruimtevaartindustrie, door goedkopere toegang tot de ruimte te bieden [en] meer hoogwaardige en betaalbare gegevens uit de ruimte die hier kunnen worden gebruikt op aarde, ten behoeve van wetenschappers en het grote publiek ... [Een] van de belangrijkste kenmerken van het NewSpace-tijdperk [is de] de fundamentele verschuiving van een industrie die sterk afhankelijk was van overheidsinstanties (en belastinggeld) naar een meer flexibele en onafhankelijke particuliere sector die afhankelijk is van innovatie en met veel kleinere budgetten werkt dan de vroege ruimtevaartindustrie.
HobbySpace, door de Space Frontier Foundation 2007 uitgeroepen tot 'Beste presentatie over de ruimte', kwam met de volgende lijst met kenmerken die kunnen helpen bepalen of een bepaalde onderneming als een NewSpace-aanpak wordt beschouwd. Ze omvatten voornamelijk het volgende:
- Focus op kostenbesparingen
- De zekerheid dat de lage kosten hun vruchten zullen afwerpen
- Zorgen voor incrementele ontwikkeling
- Focus op commerciële markten
- Focus op het optimaliseren van operaties
- De kern van het bedrijf is innovatie

NewSpace wordt vaak afgezet tegen Old Space, wat duidt op de gevestigde orde van ruimtevaartbedrijven, die voornamelijk op overheidssteun werken en hun wortels in of voor de eerste jaren van de ruimtevaart hebben.
De term “tweede generatie NewSpace” wordt wel gebruikt voor ruimtevaartstart-ups die vanaf 2011 van de grond kwamen.
Voorbeelden van NewSpace bedrijven zijn:
- SpaceDev (in 2008 overgenomen door Sierra Nevada Corporation)
- SpaceX
- Blue Origin
- Virgin Galactic
- Virgin Orbit
- XCOR Aerospace (failliet in 2017)
- Rocket Lab
- Bigelow Aerospace
- Stratolaunch Systems
- Moon Express
- Masten Space Systems
- NanoRacks
- Spaceflight Industries
- Armadillo Aerospace (inactief sinds 2013)
- Kistler Aerospace / Rocketplane Kistler (failliet in 2007)

Tweede generatie NewSpace-bedrijven
- Firefly Aerospace
- Vector Launch
- Relativity Space
- Astra
- Orbex
- PLD Space
- Gilmour Space Technologies
- EXOS Aerospace
- ISIS Space
- Iceye
- Planet Labs
- VanderSat
- Hiber
- Capella Space
- Aevum

Voorbeelden van Old Space zijn:
- United Launch Alliance
- Boeing Defence
- Lockheed Martin
- Aerojet Rocketdyne
- Arianespace en ArianeGroup
- Airbus Defence and Space
- Thales Alenia Space
- Northrop Grumman

Sommige bedrijven zijn moeilijk onder NewSpace of OldSpace te categoriseren.
Een voorbeeld hiervan is Sierra Nevada Corporation dat al lang bestaat maar veel karaktertrekken van de NewSpace-beweging heeft.